# Chamaetylas
Chamaetylas és un gènere d'ocells eminentment insectívors de la família dels muscicàpids (Muscicapidae).
El gènere va ser introduït per l'ornitòleg alemany Ferdinand Heine el 1860. Les espècies del gènere estaven assignades originalment al gènere Alethe, inclòs aleshores a la família de túrdids (Turdidae). El 2010, dos estudis filogenètics moleculars separats van trobar que Alethe era polifilètic i que el gènere estava més estretament relacionat amb la família dels muscicàpids (papamosques del vell món). Posteriorment aquestes espècies passaren a agrupar-se en el gènere Pseudalethe (proposat per Pamela Beresford el 2003), però finalment fou substituit per Chamaetylas.

## Taxonomia
Segons la Classificació del Congrés Ornitològic Internacional (versió 12.1, 2022) aquest gènere està format per quatre espècies:
- Chamaetylas poliophrys - Aleta gorja-roja.
- Chamaetylas poliocephala - Aleta pitbruna.
- Chamaetylas fuelleborni - Aleta pitblanca.
- Chamaetylas choloensis - Aleta del Thyolo.

Referències
1. ↑   del Hoyo, Josep. All the birds of the world (en anglès).  Barcelona: Lynx editions, 2020, p. 701. ISBN 978-84-16728-37-4.
2. ↑  Heine, Ferdinand «Neue bisher unbeschriebene Arten» (en alemany). Journal für Ornithologie, 7, 1860, pàg. 425. The title page gives the year 1859 but page 463 has the date 22 January 1860.
3. ↑   Check-list of Birds of the World. Volume 10.  Museum of Comparative Zoology, 1964, p. 61.
4. ↑  Sangster, G.; Alström, P.; Forsmark, E.; Olsson, U. «Multi-locus phylogenetic analysis of Old World chats and flycatchers reveals extensive paraphyly at family, subfamily and genus level (Aves: Muscicapidae)». Molecular Phylogenetics and Evolution, 57, 1, 2010, pàg. 380–392. DOI: 10.1016/j.ympev.2010.07.008. PMID: 20656044.
5. ↑  Zuccon, D.; Ericson, P.G.P. «A multi-gene phylogeny disentangles the chat-flycatcher complex (Aves: Muscicapidae)». Zoologica Scripta, 39, 3, 2010, pàg. 213–224. DOI: 10.1111/j.1463-6409.2010.00423.x.
6. ↑  «Chats, Old World flycatchers». IOC World Bird List Version 2.7.   International Ornithologists' Union, 2011.
7. ↑  «Chats, Old World flycatchers». IOC World Bird List Version 12.1.   International Ornithologists' Union, 01-01-2022. [Consulta: 16 gener 2022].